# 1895 a vasúti közlekedésben
Ez a szócikk a 1895-ben történt vasúti eseményeket mutatja be.

## Események Magyarországon
- november 16. - Üzembe helyezik az Óbuda–Esztergom-vasútvonalat.